# William Butts
William Butts (asi 1486 – 22. listopadu 1545) byl anglický lékař. Od roku 1524 byl osobním lékařem Jindřicha VIII. Jeho pacientem byl i kardinál Thomas Wolsey. V roce 1544 byl pasován na rytíře a získal titul Sir. Byl ženatý s Margaret Baconovou, narozenou roku 1505 v Norfolku v Anglii.
Je pohřben v Kostele všech svatých ve Fulhamu v Londýně.